# Ministri degli affari esteri della Norvegia
I ministri degli affari esteri del Regno di Norvegia si sono avvicendati dal 1905 in poi.

## Lista
| Ministro       | Ministro         | Ministro                                       | Partito                                               | Governo           | Mandato           | Mandato           |
| Ministro       | Ministro         | Ministro                                       | Partito                                               | Governo           | Inizio            | Fine              |
| -------------- | ---------------- | ---------------------------------------------- | ----------------------------------------------------- | ----------------- | ----------------- | ----------------- |
| Affari esteri  |                  |                                                |                                                       |                   |                   |                   |
|                |                  | Jørgen Løvland (1848-1922)                     | Venstre                                               | Michelsen         | 7 giugno 1905     | 23 ottobre 1907   |
| Løvland        | 23 ottobre 1907  | Jørgen Løvland (1848-1922)                     | Venstre                                               | 19 marzo 1908     |                   |                   |
|                |                  | Wilhelm Christopher Christophersen (1832-1913) | Venstre                                               | Knudsen I         | 19 marzo 1908     | 2 febbraio 1910   |
|                |                  | Johannes Irgens (1869-1939)                    | Partito Liberale di Sinistra (1910) Høyre (1910-1913) | Konow             | 2 febbraio 1910   | 20 febbraio 1912  |
|                | Bratlie          | Johannes Irgens (1869-1939)                    | Partito Liberale di Sinistra (1910) Høyre (1910-1913) | 20 febbraio 1912  | 31 gennaio 1913   |                   |
|                |                  | Nils Claus Ihlen (1855-1925)                   | Venstre                                               | Knudsen II        | 31 gennaio 1913   | 21 giugno 1920    |
|                |                  | Christian Fredrik Michelet (1863-1927)         | Høyre                                                 | Bahr Halvorsen I  | 21 giugno 1920    | 22 giugno 1921    |
|                |                  | Arnold Christopher Ræstad (1878-1945)          | Venstre                                               | Blehr II          | 22 giugno 1921    | 31 maggio 1922    |
|                |                  | Johan Ludwig Mowinckel (1870-1943)             | Venstre                                               | Blehr II          | 31 maggio 1922    | 6 marzo 1923      |
|                |                  | Christian Fredrik Michelet (1863-1927)         | Høyre                                                 | Bahr Halvorsen II | 6 marzo 1923      | 30 maggio 1923    |
| Berge          | 30 maggio 1923   | Christian Fredrik Michelet (1863-1927)         | Høyre                                                 | 25 luglio 1924    |                   |                   |
|                |                  | Johan Ludwig Mowinckel (1870-1943)             | Venstre                                               | Mowinckel I       | 25 luglio 1924    | 5 marzo 1926      |
|                |                  | Ivar Lykke (1872-1949)                         | Høyre                                                 | Lykke             | 5 marzo 1926      | 28 gennaio 1928   |
|                |                  | Edvard Bull (1881-1932)                        | Partito Laburista                                     | Hornsrud          | 28 gennaio 1928   | 15 febbraio 1928  |
|                |                  | Johan Ludwig Mowinckel (1870-1943)             | Venstre                                               | Mowinckel II      | 15 febbraio 1928  | 12 maggio 1931    |
|                |                  | Birger Braadland (1879-1966)                   | Partito degli Agricoltori                             | Kolstad           | 12 maggio 1931    | 14 marzo 1932     |
| Hundseid       | 14 marzo 1932    | Birger Braadland (1879-1966)                   | Partito degli Agricoltori                             | 3 marzo 1933      |                   |                   |
|                |                  | Johan Ludwig Mowinckel (1870-1943)             | Venstre                                               | Mowinckel III     | 3 marzo 1933      | 20 marzo 1935     |
|                |                  | Halvdan Koht (1873-1965)                       | Partito Laburista                                     | Nygaardsvold      | 20 marzo 1935     | 19 novembre 1940  |
|                |                  | Trygve Lie (1896-1968)                         | Partito Laburista                                     | Nygaardsvold      | 19 novembre 1940  | 25 giugno 1945    |
| Gerhardsen I   | 25 giugno 1945   | Trygve Lie (1896-1968)                         | Partito Laburista                                     | 5 novembre 1945   |                   |                   |
| Gerhardsen II  | 5 novembre 1945  | Trygve Lie (1896-1968)                         | Partito Laburista                                     | 2 febbraio 1946   |                   |                   |
| Gerhardsen II  |                  |                                                | Halvard Lange (1902-1970)                             | Partito Laburista | 2 febbraio 1946   | 19 novembre 1951  |
| Torp           | 19 novembre 1951 | 22 gennaio 1955                                | Halvard Lange (1902-1970)                             | Partito Laburista |                   |                   |
| Gerhardsen III | 22 gennaio 1955  | 28 agosto 1963                                 | Halvard Lange (1902-1970)                             | Partito Laburista |                   |                   |
|                |                  | Erling Wikborg (1894-1992)                     | Partito Popolare Cristiano                            | Lyng              | 28 agosto 1963    | 25 settembre 1963 |
|                |                  | Halvard Lange (1902-1970)                      | Partito Laburista                                     | Gerhardsen IV     | 25 settembre 1963 | 12 ottobre 1965   |
|                |                  | John Lyng (1905-1978)                          | Høyre                                                 | Borten            | 12 ottobre 1965   | 22 maggio 1970    |
|                |                  | Svenn Stray (1902-2012)                        | Høyre                                                 | Borten            | 22 maggio 1970    | 17 marzo 1971     |
|                |                  | Andreas Zeier Cappelen (1915-2008)             | Partito Laburista                                     | Bratteli I        | 17 marzo 1971     | 18 ottobre 1972   |
|                |                  | Dagfinn Vårvik (1924-2018)                     | Partito di Centro                                     | Korvald           | 18 ottobre 1972   | 16 ottobre 1973   |
|                |                  | Knut Frydenlund (1927-1987)                    | Partito Laburista                                     | Bratteli II       | 16 ottobre 1973   | 15 gennaio 1976   |
| Nordli         | 15 gennaio 1976  | Knut Frydenlund (1927-1987)                    | Partito Laburista                                     | 4 febbraio 1981   |                   |                   |
| Brundtland I   | 4 febbraio 1981  | Knut Frydenlund (1927-1987)                    | Partito Laburista                                     | 14 ottobre 1981   |                   |                   |
|                |                  | Svenn Stray (1902-2012)                        | Høyre                                                 | Willoch I         | 14 ottobre 1981   | 8 giugno 1983     |
| Willoch II     | 8 giugno 1983    | Svenn Stray (1902-2012)                        | Høyre                                                 | 9 maggio 1986     |                   |                   |
|                |                  | Knut Frydenlund (1927-1987)                    | Partito Laburista                                     | Brundtland II     | 9 maggio 1986     | 26 febbraio 1987  |
|                |                  | Thorvald Stoltenberg (1931-2018)               | Partito Laburista                                     | Brundtland II     | 26 febbraio 1987  | 16 ottobre 1989   |
|                |                  | Kjell Magne Bondevik (1947)                    | Partito Popolare Cristiano                            | Syse              | 16 ottobre 1989   | 3 novembre 1990   |
|                |                  | Thorvald Stoltenberg (1931-2018)               | Partito Laburista                                     | Brundtland III    | 3 novembre 1990   | 2 aprile 1993     |
|                |                  | Johan Jørgen Holst (1937-1994)                 | Partito Laburista                                     | Brundtland III    | 2 aprile 1993     | 13 gennaio 1994   |
|                |                  | Bjørn Tore Godal (1945)                        | Partito Laburista                                     | Brundtland III    | 24 gennaio 1994   | 25 ottobre 1996   |
| Jagland        | 25 ottobre 1996  | Bjørn Tore Godal (1945)                        | Partito Laburista                                     | 17 ottobre 1997   |                   |                   |
|                |                  | Knut Vollebæk (1946)                           | Partito Popolare Cristiano                            | Bondevik I        | 17 ottobre 1997   | 17 marzo 2000     |
|                |                  | Thorbjørn Jagland (1950)                       | Partito Laburista                                     | Stoltenberg I     | 17 marzo 2000     | 19 ottobre 2001   |
|                |                  | Jan Petersen (1946)                            | Høyre                                                 | Bondevik II       | 19 ottobre 2001   | 17 ottobre 2005   |
|                |                  | Jonas Gahr Støre (1960)                        | Partito Laburista                                     | Stoltenberg II    | 17 ottobre 2005   | 21 settembre 2012 |
|                |                  | Espen Barth Eide (1964)                        | Partito Laburista                                     | Stoltenberg II    | 21 settembre 2012 | 16 ottobre 2013   |
|                |                  | Børge Brende (1965)                            | Høyre                                                 | Solberg           | 16 ottobre 2013   | 20 ottobre 2017   |
|                |                  | Ine Marie Eriksen Søreide (1976)               | Høyre                                                 | Solberg           | 20 ottobre 2017   | 14 ottobre 2021   |
|                |                  | Anniken Huitfeldt (1969)                       | Partito Laburista                                     | Støre             | 14 ottobre 2021   | 16 ottobre 2023   |
|                |                  | Espen Barth Eide (1964)                        | Partito Laburista                                     | Støre             | 16 ottobre 2023   | in carica         |